# Rio Haryanto
Rio Haryanto (n. 22 ianuarie 1993, Surakarta, Jawa Tengah, Indonezia) este un fost pilot de Formula 1. De-a lungul carierei a luat startul în 12 curse, niciuna din pole-position. Nu a câștigat nicio cursă și nu a terminat niciodată pe podium, acumulând 0 puncte în întreaga activitate ca pilot de Formula 1.